# Babacar Guèye
Babacar Guèye (31 december 1994) is een Senegalees voetballer die als aanvaller speelt. Hij verruilde in augustus 2018 Hannover 96 voor SC Paderborn 07.

## Clubcarrière
Guèye verruilde in 2014 AS Douanes Dakar voor Troyes AC. In 2016 trok hij transfervrij naar Hannover 96. Hij kwam slechts tweemaal in actie in de 2. Bundesliga, waarop de club besloot om hem in januari 2017 te verhuren aan SV Zulte Waregem. Op 24 januari 2017 maakte hij zijn opwachting in de Jupiler Pro League tegen Moeskroen. Hij viel na 76 minuten in voor Christophe Lepoint. Drie dagen later maakte Gueye zijn eerste competitietreffer tegen Sporting Charleroi. Voor het seizoen 2017/18 werd hij verhuurd aan een ander Belgische club STVV. Na het seizoen maakte hij een overstap naar SC Paderborn 07.